# Vlad Țepeș (gmina)
Vlad Țepeș – gmina w Rumunii, w okręgu Călărași. Obejmuje miejscowości Mihai Viteazu i Vlad Țepeș. W 2011 roku liczyła 2336 mieszkańców. 